# Un solo corazón
Un solo corazón es una telenovela mexicana producida por la cadena de televisión Televisa de la mano de Patricia Lozano dirigida por Tony Carbajal y Miguel Córcega, siendo exhibida por El Canal de las Estrellas entre los años 1983 y 1984. Fue protagonizada por Julieta Rosen y Daniel Martin.

## Sinopsis
Julieta está enamorada de Tomás. Sin embargo las familias de ambos se odian y se oponen a esa relación. Después él es acusado de un crimen y el padre de Julieta, quien es juez y es muy estricto, lo juzga y lo condena.

## Reparto
- Julieta Rosen - Julieta
- Daniel Martin (+) - Tomás
- Beatriz Sheridan (+) - Pilar
- Germán Robles (+) - el Juez
- Raymundo Capetillo (+) - Roberto
- Liliana Abud - María
- Yamil Atala - Carlos
- Lilia Aragón (+) - Graciela
- Miguel Córcega (+) - Alfonso
- Lili Inclán (+) - la Abuela
- Patricia Dávalos - Mariana
- Carmen Delgado - Catalina
- Sergio Acosta - Salvador
- José Roberto - Mauricio
- Francoise Gilbert - Ingrid
- Luz María Peña - Ada
- Otto Sirgo - Óscar Padilla
- Lucía Guilmáin (+) - Amelia
- Guillermo Zarur (+) - Raúl
- Lourdes Munguía - Helena
- Cynthia Riveroll - Alicia
- Erik Estrada - Luis